# Kim Sơn Đồn
Kim Sơn Đồn (chữ Hán giản thể: 金山屯区âm Hán Việt: Kim Sơn Đồn khu) là một quận thuộc địa cấp thị Y Xuân, tỉnh Hắc Long Giang, Cộng hòa Nhân dân Trung Hoa. Quận này có diện tích 1850 km², dân số 50.000 người. Mã số bưu chính của Kim Sơn Đồn là 152026. Quận được chia thành các đơn vị hành chính gồm 3 nhai đạo: Phấn Đấu, Kim Sơn, Đoàn Kết.